# 扎里奇內 (丘胡伊夫區)
50°6′11″N 36°50′42″E / 50.10306°N 36.84500°E
扎里奇內（烏克蘭語：Зарічне），2016年前名為彼得里夫斯凱（烏克蘭語：Петрівське），是位於烏克蘭東部的村莊，由哈爾科夫州丘胡伊夫区的舊薩爾蒂夫市鎮負責管轄。該村始建於1795年，面積1.03平方公里，海拔高度111米，2001年人口671。